# 岡田益吉 (ジャーナリスト)
岡田 益吉（おかだ ますきち、1899年 - 1981年4月10日）は、日本のジャーナリスト。

## 生涯
東京府出身。1923年早稲田大学卒。
読売新聞、東京日日新聞政治部記者、満洲国情報課長、防衛総司令部調査室。
戦後、河北新報記者、1954年より著述業。

## 著書
- 『東北開発夜話』河北新報社 1956　のち金港堂出版
- 『続・東北開発夜話』経済往来社 1957　のち金港堂出版
- 『昭和のまちがい』雪華社 1967
- 『日本陸軍英傑伝 将軍暁に死す』光人社 1972　のち文庫
- 『軍閥と重臣 新聞記者のみた昭和秘史』読売新聞社 1975
- 『危ない昭和史 事件臨場記者の遺言』光人社 1981

## 参考
- 『日本陸軍英傑伝』光人社NF文庫、著者紹介
- 『人物物故大年表』